# Dominicus Blankenheym
Dominicus Blankenheym (Rotterdam, 25 maart 1797 - aldaar, 6 september 1872) was een Nederlands politicus.
Blankenheym was een Rotterdamse katholieke drankenhandelaar, directeur van de jenever- en likeurstokerij Blankenheym & Nolet, die in 1814 door zijn vader en zwager was opgericht, en wethouder, die in 1850-1851 Senaatsvoorzitter was. Hij steunde als liberaal lid van de Dubbele Kamer in 1848 de voorstellen tot Grondwetsherziening. Hij speelde na 1864 geen opvallende rol meer in de Senaat, maar was wel geregeld voorzitter van een van de Afdelingen van de Eerste Kamer.
- Biografisch Portaal: 09281591
- Digitale Bibliotheek voor de Nederlandse Letteren: blan078
- International Standard Name Identifier: 0000 0003 8837 3524
- Nederlandse Thesaurus van Auteursnamen: 073594695
- Parlement.com: vg09lky5bjyn
- Virtual International Authority File: 281591411